# Domkapitel
Domkapitel (latin capitulum) kaldes i den romersk-katolske kirke det ordnede fællesskab af præster ved en domkirke. Findes et sådant fællesskab ved en kirke, som ikke er domkirke, kaldes det kollegiatkapitel.
Allerede i oldkirken havde biskoppen ved sin side et presbyterium, bestående af presbytere og diakoner, men uden fast regel. Eusebius af Vercelli og frem for alt Augustin i Hippo lod imidlertid deres præster bo i ét og samme hus under fælles tugt. Hist og her stillede man i den følgende tid bispegården i Hippo som forbillede; men et egentligt domkapitel fik man dog først i 700-tallet ved biskop Chrodegang i Metz. Kirkemødet i Aachen 817 påbød
oprettelsen af et kapitel ved hver bispekirke og kollegiatkirke. Præsterne i et domkapitel levede da et regelbundet liv (vita canonica) og kaldtes herefter kannikker. De boede i et fælles hus, domus (deraf domkirke, domkapitel osv.), også kaldet claustrum eller monasterium (deraf Münster), hvor de havde fælles sovesal og spisesal, og hvor de samledes til oplæsning af et stykke eller "kapitel" af Bibelen. Ordet kapitel, der først brugtes om et større læsestykke af den hellige skrift, brugtes snart om salen, hvor oplæsningen foregik, og dernæst om det hele samfund, der mødte til denne oplæsning.
Domkapitlets forfatning mindede om Benediktinerreglen og var på enkelte punkter strengere, men kannikkerne havde ret til særeje. Hver kannik havde oprindelig sin faste del af mad, drikke og klæder, men efterhånden som fælleslivet trængtes tilbage, fik han i stedet pengeindtægter, dernæst også bestemte kapitelgodser og tiender. En sådan fast indtægt, der tilhørte kapitlet, men blev givet den enkelte kannik at nyde, kaldtes præbende. Dette system medførte snart, at fælleslivet gik til grunde. Kannikkerne boede i egne huse og mødtes blot ved gudstjenesten. Men ved det store kirkelige opsving i 1000-tallet reformeredes domkapitlerne rundt omkring og blev for en del atter "regelbundne". Denne gang betød det imidlertid, at kannikkerne opgav privateje, og de kannikker, som beholdt særeje, var ikke-regel-bundne eller sæculares (verdslige). Samtidig fik domkapitlet forøget betydning ved, at bispevalget håndhævedes som deres ret. Nu grundlagdes der også domkapitler i Norden, således i slutningen af 1000-tallet i Viborg, Roskilde og Lund, sidstnævnte sted ved en stor Gave fra Knud 4. den Hellige (1085). De øvrige danske domkapitler oprettedes efterhånden i 1100-tallet, Århus domkapitel dog først 1203. I Norge gav kardinal Nikolaus Breakspeare 1152 stødet til dannelsen af domkirke, i Sverige fandt den tilsvarende udvikling sted endnu senere.
I de forskellige landskirker var imidlertid iveren for den strenge tugt blandt kannikkerne atter kølnet, og det regelbundne liv opgivet. De, som opretholdt det, kaldtes undertiden "augustinere"; nogle var ligefrem munke og havde ikke noget at gøre med domkapitlet, f.eks. klostrene Sainte-Geneviève (fra 1148) og Saint-Victor ved Paris, Æbelholt Kloster i Nordsjælland, Elgeseter, Kastelle og Utstein Kloster i Norge. I stedet for et almindeligt domkapitlet kunne træde et præmonstratenserkloster, i Danmark således Børglum Kloster; præmonstratenserne var nemlig en slags regelbundne kannikker. Mere påfaldende er det at se et benediktinerkloster træde i domkapitlets sted, men dette var tilfældet i Odense. Ligesom domkapitler blev rige institutioner, havde de "verdslige" kannikker meget store præbender. Derfor blev sådanne embeder meget attråede og tilfaldt ofte adelens sønner. På sådanne kanniker passede betegnelsen domherrer eller korherrer særdeles godt. De førte sig ofte som store herrer,forsømte deres embedsgerning ("residenspligten") eller lod vikarer besørge pligterne.
Ved hvert domkapitel indrettedes en domskole, der styredes af kapitlet og var en læreanstalt for vordende præster. Hele domkapitlet stod under biskoppen, men havde sine egne embedsmænd. De overordnede af disse kaldtes prælater, deres hverv betegnedes som værdigheder (dignitates). Øverst stod i reglen enten domprovsten (præpositus) eller archidiakonen. Undertiden fandtes ved et domkapitel kun én af disse værdigheder, undertiden begge, og rangfølgen var da ikke alle vegne ens, oftest var domprovsten dog den øverste. Dekanen havde tilsyn med tugten, kantoren forestod gudstjenesten og oplærte kannikkerne i kirkesang og skolemesteren (scholasticus) forestod domskolen. Dertil kom som kustoder, sakristaner, notarer, kældermestre og flere andre lavere embedsmænd. Det samlede tal af kannikker ved et domkapitel kunne være meget forskellig. I Danmark synes det ikke at have overskredet 36. Domkapitlets betydning i middelalderen var overordentlig stor: Gudstjenesten ved bispekirkerne fik langt større rigdom og pragt, og uden domkapiterne havde man ikke rejst så store og smukt udstyrede domkirker. Domkapitlet fik endvidere ret til bispevalg og blev bispens indflydelsesrige råd i alle sager, ja tilegnede sig endog en del i stiftets forvaltning og indskrænkede ofte bispens magt ret følelig. Ved sine domskoler blev domkapitlerne også hjemsteder for studierne og en fast borg for videnskaben under dennes vanskeligste kår. Endelig havde domkapitlerne også betydning som midtpunkter i store godskomplekser.
I dag har de katolske domkapitler primært en kirkelig-religiøs karakter, og flere af de gamle kapitelembeder, som for eksempel archidiakonens, er blevet ophævet. De få domkapitler, der er bevaret i protestantiske områder, fungerer oftest kun som kapitalfonde, hvoraf renterne anvendes til at belønne særligt fortjente mænd.